# Korpus Kadetów Nr 3

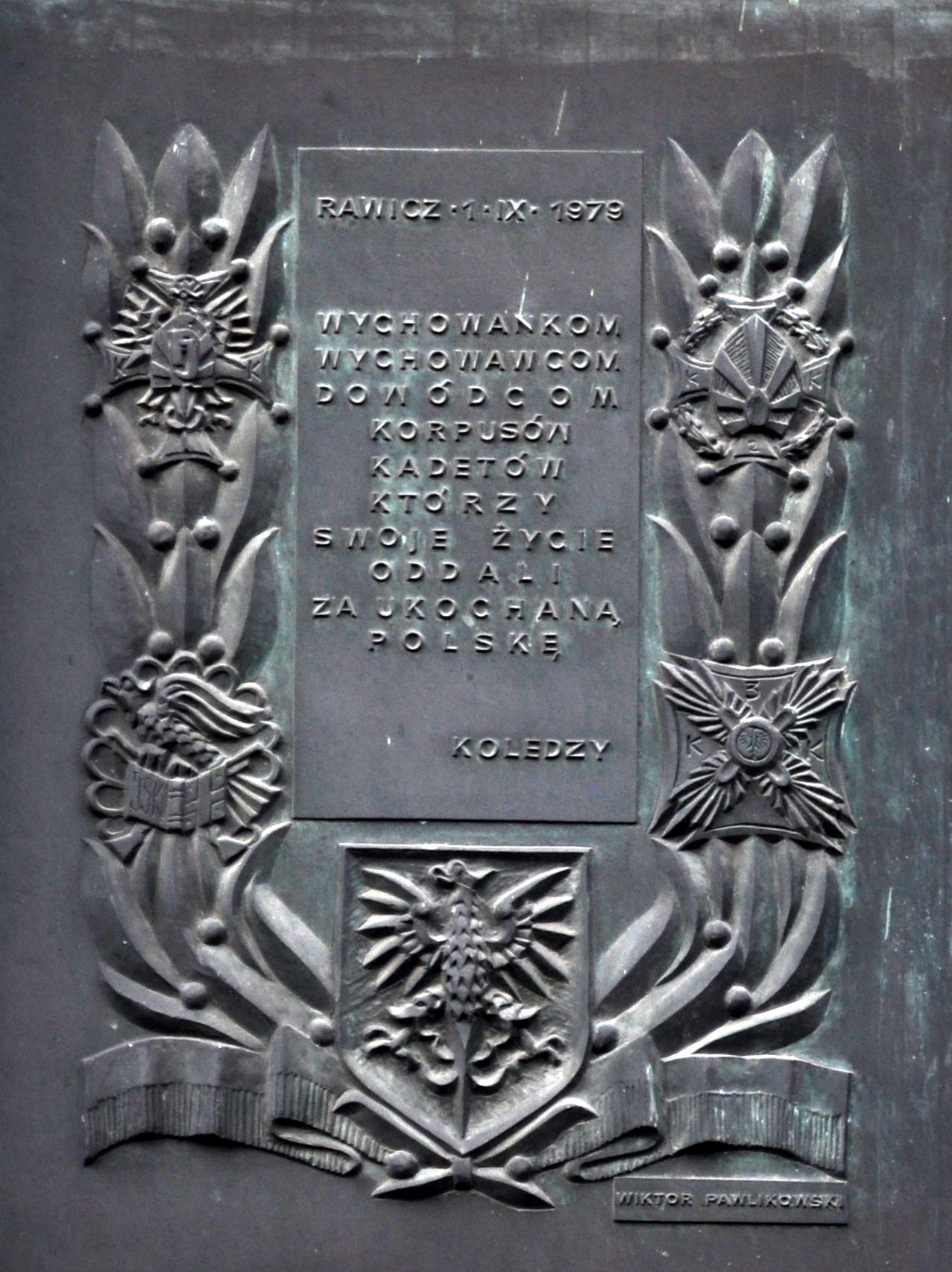
Tablica na dawnych koszarach Korpusu Kadetów nr 3

Korpus Kadetów Nr 3 w Rawiczu (KK-3) – korpus kadetów Wojska Polskiego II RP.

## Historia
24 marca 1921 roku Minister Spraw Wojskowych, generał porucznik Kazimierz Sosnkowski mianował majora piechoty Tadeusza Machalskiego z Oddziału III Naukowo-Szkolnego Sztabu Ministerstwa Spraw Wojskowych dowódcą Korpusu Kadetów Nr 3 w Wielkopolsce i powierzył mu jego organizację. Po zorganizowaniu korpusu miał on przejść do miejsca przeznaczenia, które nie zostało określone. W październiku 1921 roku major Machalski został dowódcą Korpusu Kadetów Nr 1 we Lwowie.
Z dniem 1 września 1925 roku generał dywizji Stefan Majewski, w zastępstwie Ministra Spraw Wojskowych „powołał do życia Korpus Kadetów Nr 3 w Rawiczu, tymczasowo w składzie pierwszej klasy (IV gimnazjum) o trzech oddziałach z tym, że w każdym następnym roku będzie otwierana jedna następna klasa, aż do pełnego etatu Korpusu Kadetów o pięciu trzech-oddziałowych klasach”. W 1926 roku w korpusie uczyło się 116 kadetów. W tym roku funkcjonowały klasy o profilu kształcenia matematyczno-przyrodniczego i języka polskiego.
Prace nad jego założeniem prowadziły Ministerstwo Spraw Wojskowych wspólnie z Ministerstwem Wyznań Religijnych i Oświecenia Publicznego. Był to trzeci korpus kadetów, obok Korpusu Kadetów nr 1 we Lwowie (KK-1) i Korpusu Kadetów nr 2 w Modlinie (KK-2). Podczas prac organizacyjnych rozważano trzy inne lokalizacje korpusu (w Poznaniu, Szamotułach lub Bydgoszczy), ostatecznie lokując go w Rawiczu. Zgodnie ze statutem z 1922 zatwierdzonym przez Ministra Spraw Wojskowych Kazimierza Sosnkowskiego, korpus posiadał uprawnienia ogólnokształcącej państwowej szkoły średniej. Szkoła została umieszczony w tzw. Koszarach Białych w Rawiczu.

## Organizacja
W korpusie kompanie stanowiły roczniki, a plutony równoległe klasy.
- 1 kompania / 1 rok nauki – wyszkolenie strzeleckie, musztra, służba wewnętrzna, nauka o broni, umiejętność strzelania z broni małokalibrowej;
- 2 kompania / 2 rok nauki  – wyszkolenie strzeleckie, wyszkolenie bojowe, musztra, służba wewnętrzna, nauka o broni, walka na bagnety i z użyciem granatu;
- 3 kompania / 3 rok nauki  – wyszkolenie strzeleckie, wyszkolenie bojowe, terenoznawstwo, służba wewnętrzna, nauka o broni, nauka o gazach bojowych, walka na bagnety i z użyciem granatu;
- 4 kompania / 4 rok nauki  – wyszkolenie strzeleckie, wyszkolenie bojowe, terenoznawstwo, wyszkolenie pionierskie, wyszkolenie w zakresie łączności, nauka o broni;
- 5 kompania / 5 rok nauki  – podsumowanie zdobytej wiedzy.

## Kadra
Komendanci
- ppłk Marian Merkisz (1926)[6]
- mjr / ppłk piech. Konstanty Czachowski[a] (VII 1928[12] – IX 1930[13])
- tyt. ppłk kaw. st. spocz. Edward Wilczyński (1930–1933)
- ppłk piech. Włodzimierz Kowalski (VI 1933 – IX 1939)

Oficerowie
- mjr piech. Tomasz Paul
- mjr piech. Marian Wieroński
- kpt. piech. Władysław II Nawrocki
- kpt. Stanisław Zwojszczyk
- por. piech. Stanisław Wyszyński

## Obsada personalna w 1939 roku
Obsada personalna i struktura organizacyjna w marcu 1939 roku
- komendant – ppłk piech. Włodzimierz Kowalski
- I zastępca komendanta – mjr piech. Jan Niedziela
- naczelny lekarz medycyny – kpt. dr Franciszek Michał Amałowicz
- lekarz medycyny – kpt. lek. Stanisław Oracz
- II zastępca komendanta (kwatermistrz) – mjr piech. Wilhelm Tippe †1940 Charków
- oficer administracyjno-materiałowy – kpt. piech. Roman Bochiński
- oficer gospodarczy – kpt. int. Władysław Eugeniusz Domiczek
- oficer żywnościowy – kpt. adm. (piech.) Aleksander Józef Zasoński[c]
- kapelan – kpl. ks. Wilhelm Boczek
- wykładowca historii – kpt. adm. (piech.) Witold Ćwikowski
- wykładowca języka niemieckiego – kpt. adm. (art.) dr Józef Frydrychowski
- wykładowca WF – kpt. adm. (piech.) Aleksander Józef Zasoński
- dowódca kompanii szkolnej – kpt. adm. (piech.) Rajmund Duracz †1940 Katyń
- wychowawca – kpt. adm. (piech.) Leonard Pietniunas-Pietkiewicz
- wychowawca – por. piech. Stanisław Mazurkiewicz
- dowódca 1 kompanii – kpt. piech. Piotr Baran
- wychowawca – kpt. piech. Stefan Michał Borkowski
- dowódca 2 kompanii – kpt. adm. (piech.) Ignacy Borowski
- wychowawca – por. piech. Mirosław Emanuel Lewków
- dowódca 3 kompanii – kpt. adm.(piech.) Józef Fojkies
- wychowawca – kpt. adm. (piech.) Dionizy Michalski
- dowódca 4 kompanii – kpt. piech. Henryk Walerian Łuszczewski
- wychowawca – por. piech. Władysław Bełdyk
- dowódca 5 kompanii – kpt. adm. (piech.) Robert Henryk Herold
- wychowawca – por. piech. Michał Jan Brzoza
- dowódca 6 kompanii – kpt. adm.(piech.) Władysław Tijan
- wychowawca – kpt. piech. Franciszek Sochacki

## Absolwenci

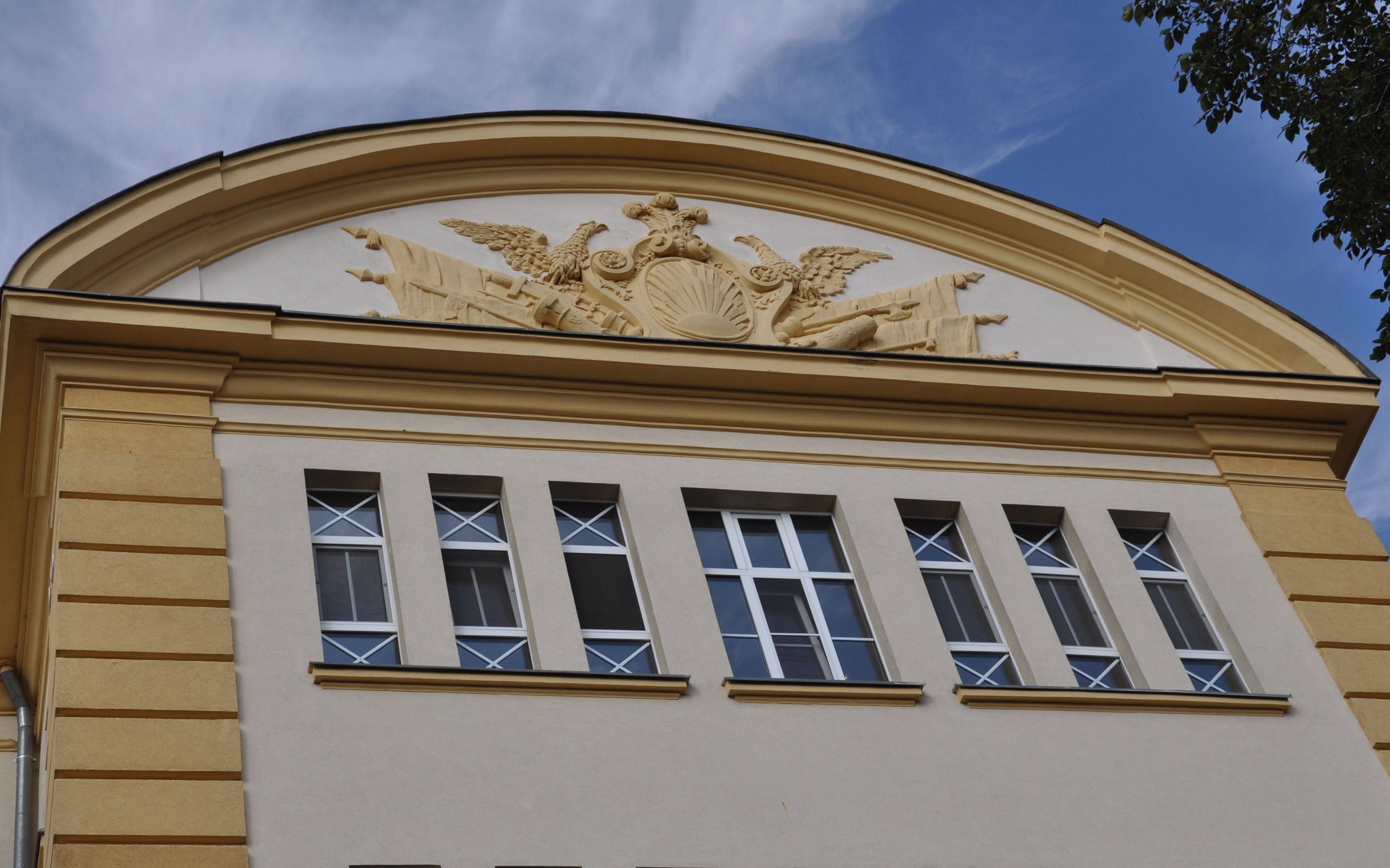
Motyw nad wejściem do komendy korpusu

W nawiasach podano daty ukończenia Korpusu:
- Wiktor Konopko (promocja 1929) rotmistrz AK
- Czesław Malinowski (1931)
- Zbigniew Chamski (1933)
- Bronisław Lewkowicz (1934)
- Leon Michalski (1935)
- Marian Jankiewicz – major pilot (kadet Korpusu w latach 1936-39)
- Jan Kamiński (1933) – podpułkownik WP
- Roman Paszkowski (1934) – generał broni WP
- Stanisław Sędziak (1934) podpułkownik dyplomowany piechoty, „cichociemny”
- Marian Grundboeck (1939)
- Łukasz Ciepliński (1934) podpułkownik WP

## Upamiętnienie
Podczas Jubileuszowego Zjazdu Kadetów 29 maja 1983 w Kościele św. Andrzeja Boboli w Londynie została odsłonięta tablica upamiętniająca trzy korpusy kadeckie II Rzeczypospolitej.